# Битва при Сан-Романо (серия картин)
«Битва при Сан-Романо» (итал. Battaglia di San Romano) — серия из трёх картин итальянского художника Раннего Возрождения Паоло Уччелло. Выполнены темперой на деревянных панелях длиной более 3 метров каждая.
Художник написал их в 1456—1460 годах по заказу Козимо Медичи. В настоящий момент это 3 большие картины, разбросанные по разным музеям Европы, с изображением сцен битвы между флорентийцами и сиенцами, состоявшейся при Сан-Романо в 1432 году. Первоначально это был единый фриз длиной в 9,5 м, помещённый высоко на стенах одной из комнат Палаццо Медичи. В инвентаре 1492 года они упоминаются как часть убранства спальни Лоренцо Великолепного (на других стенах которой находились три другие картины кисти того же художника совместно с Франческо Пезеллино — схватка львов и драконов, Суд Париса и охотничья сцена; а ниже висели шпалеры со сходными рыцарскими и охотничьими мотивами). Этот ансамбль напоминал по сюжетам и стилю декоративное убранство североитальянских замков.
Образцом для Учелло послужили, возможно, несохранившиеся фрески Пизанелло в зале Большого совета Палаццо дожей, изображавшие битву римских войск с армией Барбароссы у ворот св. Ангела.
| «Атака Никколо да Толентино»                                                             | «Поражение Бернардино делла Карда»                              | «Атака Микелетто да Котиньола»                                                 |
| ---------------------------------------------------------------------------------------- | --------------------------------------------------------------- | ------------------------------------------------------------------------------ |
|                                                                                          |                                                                 |                                                                                |
| Изображена атака авангардов флорентийцев, возглавляемая кондотьером Никколо да Толентино | Низвержение с коня предводителей сиенцев Бернардино делла Карда | Отряд во главе с Микелотто Аттендоли да Котиньола приходит на помощь Толентино |
| (Лондонская Национальная галерея)                                                        | (Уффици)                                                        | (Лувр)                                                                         |

## Фильмография
- «Гром в Тоскане», фильм Алена Жобера[фр.] из цикла «Палитры» (Франция, 1999).